# Charles Watson-Wentworth, 2. Marquess of Rockingham

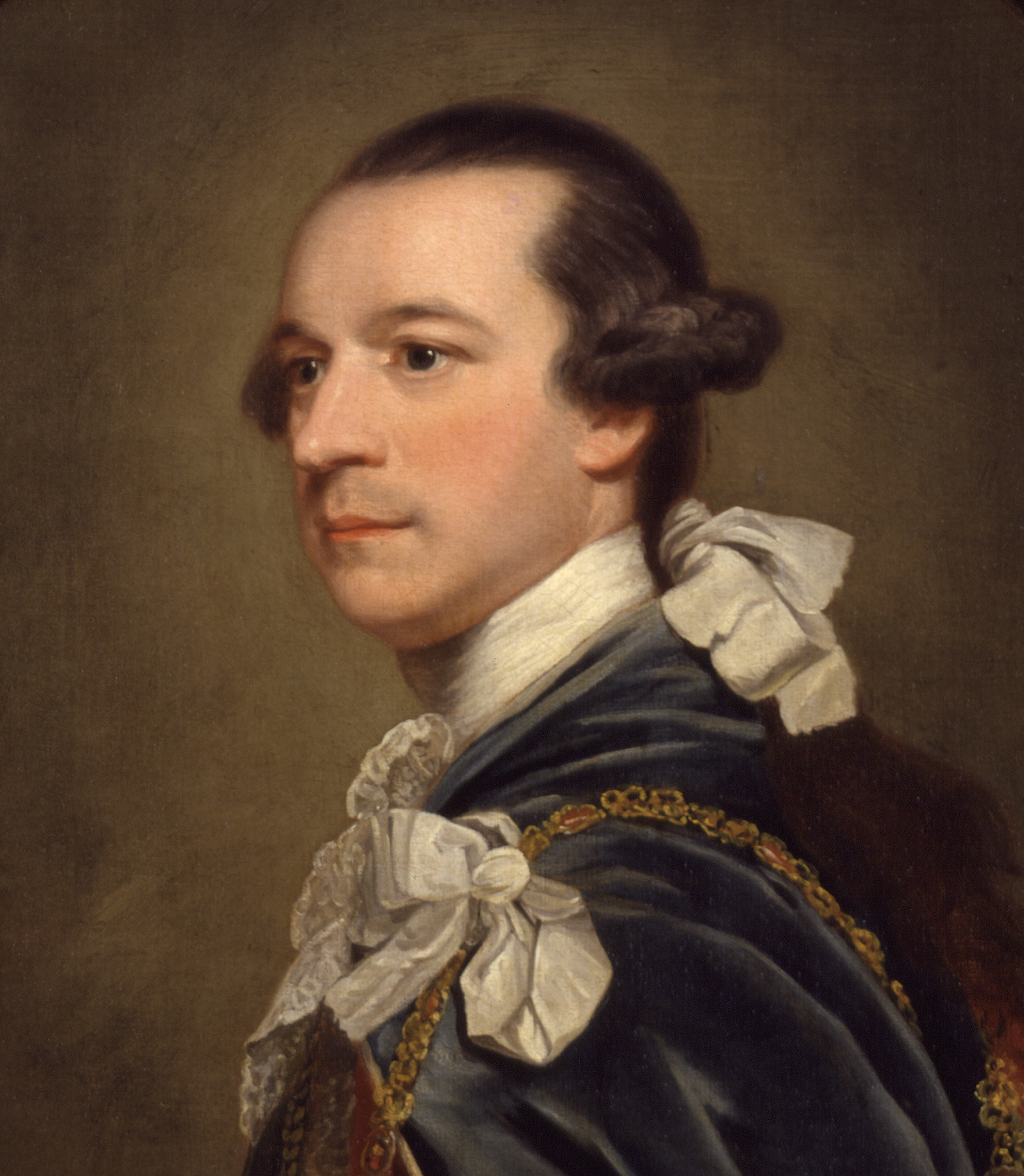
Charles Watson-Wentworth,
2. Marquess of Rockingham

Charles Watson-Wentworth, 2. Marquess of Rockingham, KG, PC (* 13. Mai 1730 im Wentworth Woodhouse bei Rotherham, England; † 1. Juli 1782 in London, England) war ein britischer Politiker der Whig-Partei und zweimaliger Premierminister des Vereinigten Königreichs.

## Leben
Er wurde als achtes Kind von insgesamt zehn von Thomas Watson-Wentworth, 1. Baron Malton, im Wentworth Woodhouse bei Rotherham geboren. Zu seinen Vorfahren gehörte Thomas Wentworth, 1. Earl of Strafford. Sein Vater wurde 1733 zum Earl of Malton und 1746 zum Marquess of Rockingham in der Peerage of Great Britain erhoben. Charles Watson-Wentworth überlebte als einziger Sohn die Pubertät, was ihn 1739 zum Titelerben machte; er führte den Höflichkeitstitel Viscount Higham.
Watson-Wentworth besuchte die Westminster School und das St. John’s College, Cambridge. 1746 wurde er Oberst in einem Regiment Freiwilliger, wo er William Augustus, Duke of Cumberland kennenlernte, mit dem ihn eine lebenslange Freundschaft verband. Seine Einheit kämpfte gegen die Truppen von Charles Edward Stuart während des Zweiten Jakobitenaufstandes.
1750 wurde er zum Earl Malton in der Peerage of Ireland erhoben, noch im selben Jahr folgte er seinem Vater nach dessen Tode in seine Titel nach. Er heiratete am 26. Februar 1752 die 16-jährige Mary Bright, die Ehe blieb kinderlos.
1761 bekam er den Hosenbandorden verliehen, 1763 wurde er Gouverneur von Charterhouse. Auf Veranlassung seines Freundes, des Duke of Cumberland, wurde Watson-Wentworth im Juli 1765 Premierminister. Sowohl der Herzog als auch mehrere enge politische Freunde, wie Thomas Pelham-Holles, 1. Duke of Newcastle-upon-Tyne, und Augustus FitzRoy, 3. Duke of Grafton, traten in die Regierung ein. Persönlicher Privatsekretär wurde der anglo-irische Schriftsteller, Staatsphilosoph und Politiker Edmund Burke, mit dem ihm bis zu seinem Tode eine enge persönliche Freundschaft verband. Obgleich Watson-Wentworth sich insbesondere um eine Verbesserung der Beziehungen zu den nordamerikanischen Kolonien bemühte, zerbrach die Regierung schon nach einem Jahr an internen Differenzen.
Die folgenden 16 Jahre blieb Watson-Wentworth in der Opposition. Er unterstützte weiterhin die verfassungsmäßigen Rechte der nordamerikanischen Kolonisten und später auch deren Unabhängigkeit.
Im März 1782 wurde er zum zweiten Mal Premierminister, er leitete eine Politik der Versöhnung mit den Vereinigten Staaten ein und erkannte deren Unabhängigkeit an. Der Marquess blieb aber nur noch die kurze Zeit bis zu seinem Tod im Amt.
Als Watson-Wentworth am 1. Juli 1782 verstarb, erloschen die von ihm getragenen Adelstitel, sein Erbe wurde sein Neffe William FitzWilliam, 4. Earl FitzWilliam.

## Ehrungen
Nach ihm sind Counties in New Hampshire (Rockingham County), North Carolina (Rockingham County) und Virginia (Rockingham County) benannt sowie die Stadt Rockingham in Vermont.